# Internationale Luchthaven Suvarnabhumi
Suvarnabhumi (Thais alfabet: ท่าอากาศยานสุวรรณภูมิ, Latijnse transcriptie: Tha Akatsa Yan Suwannaphum), ook wel bekend als New Bangkok International Airport (NBIA) ('Nieuwe internationale luchthaven van Bangkok'), is de belangrijkste luchthaven van Bangkok, na vele vertragingen geopend op 28 september 2006. Suvarnabhumi heeft de code BKK overgenomen van de oude luchthaven Don Muang, die het grotendeels heeft vervangen. Suvarnabhumi ligt in het district Bang Phli van de provincie Samut Prakan, ongeveer 30 kilometer ten oosten van Bangkok.

## Naamgeving
Koning Rama IX heeft het project de naam Suvarnabhumi gegeven. Deze naam, uitgesproken als "Soe-wanna-phoem" (IPA: /sùwannápʰūːm/) betekent letterlijk 'gouden schiereiland' of 'gouden land'. De naam verwijst naar het gebied of rijk waar de Indische koning Asoka rond 250 v.Chr. boeddhistische monniken naartoe stuurde, en dat door de Thais geïdentificeerd wordt met het huidige Thailand. Voor deze naamgeving was de luchthaven vernoemd naar de plaats waar deze werd aangelegd, namelijk Nong Ngoe Hao; letterlijk Cobramoeras.

## Ontwerp

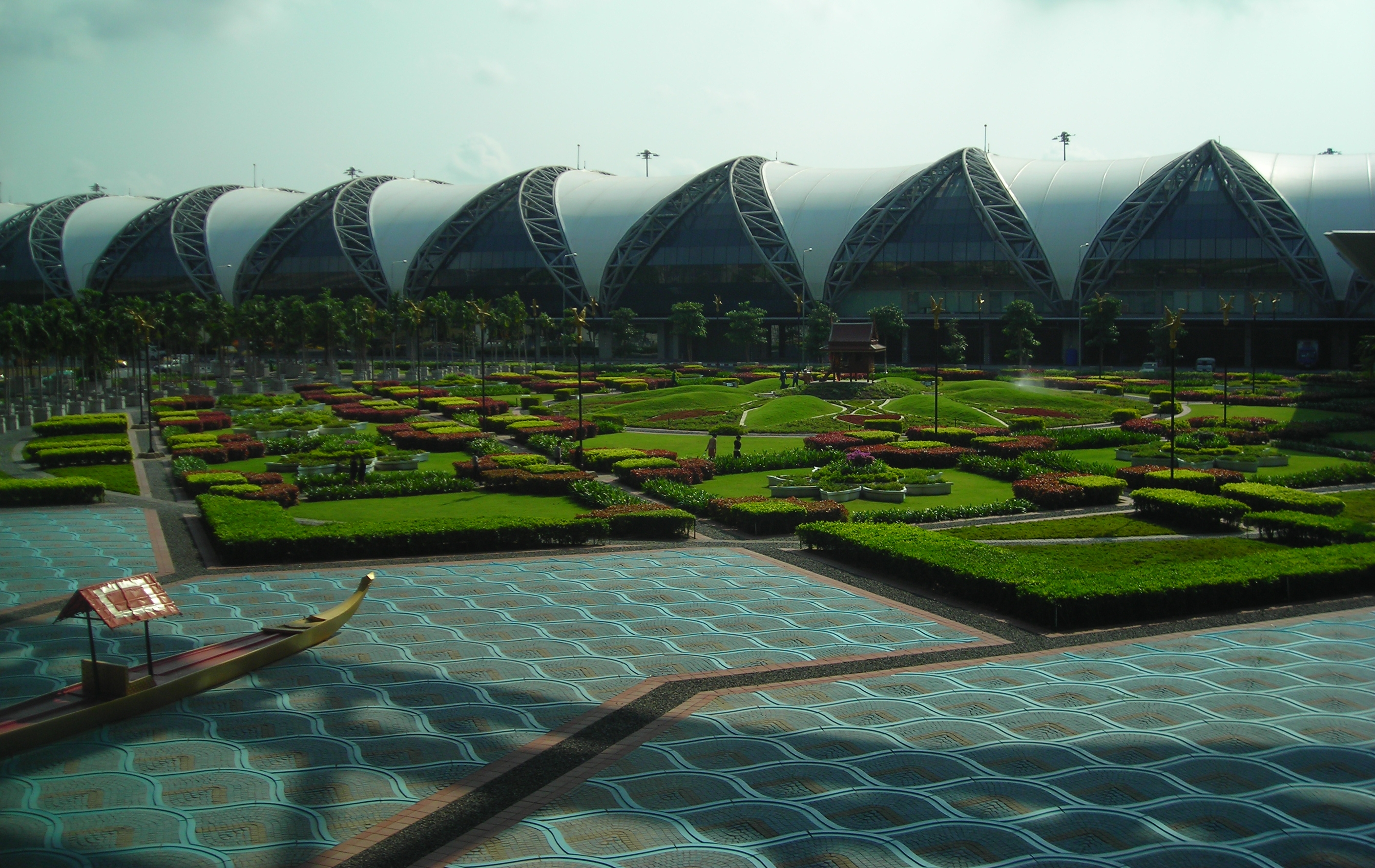
De tuin bij de luchthaven

Het ontwerp van de luchthaven voorziet in twee start- en landingsbanen, waarmee 76 vluchten per uur en 45 miljoen passagiers per jaar kunnen worden afgehandeld. Op de lange termijn zal de luchthaven worden uitgebreid tot vier banen waarmee in theorie 100 miljoen passagiers per jaar kunnen worden afgehandeld. Wegens vertraging en corruptie tijdens de bouw was de capaciteit van het vliegveld het eerste jaar na opening aanzienlijk lager dan begroot en gepland (zie problematiek). Geschat wordt dat de capaciteit is gereduceerd tot minder dan 30 miljoen passagiers per jaar, hetzelfde niveau als het oude vliegveld Don Mueang. Om deze reden is niet lang na de opening ook het oude vliegveld Don Mueang weer opengesteld voor binnenlandse vluchten.
Suvarnabhumi heeft met 132,2 meter de hoogste verkeerstoren ter wereld. Het is uitgerust met moderne apparatuur en kan per uur 76 vluchten begeleiden.

## Geschiedenis
Met de bouw van de luchthaven is pas in januari 2002 begonnen, hoewel het moeras waarop de luchthaven wordt aangelegd al in 1973 werd gekocht door de regering van dictator Thanom Kittikachorn met als doel een nieuwe luchthaven aan te leggen. Op 14 oktober 1973 werd de regering van Kittikachorn echter tijdens de studentenopstand van Thammasat omvergeworpen waarna het project werd stopgezet. Tijdens de jaren tachtig en negentig probeerden meerdere regeringen en politici het project nieuw leven in te blazen. Mede door Thailands snelle groei in de toerismesector raakte de oude luchthaven Don Mueang steeds voller. En omdat deze niet kon worden uitgebreid werd de bouw van een nieuwe luchthaven steeds dringender.
In 1996 werd de New Bangkok International Airport company gevormd. Maar door politieke en economische chaos (vooral door de Aziatische financiële crisis van 1997) duurde het tot januari 2002 voordat echt met de bouw werd begonnen. In totaal heeft de bouw van het vliegveld 3 miljard euro gekost. Sinds september 2006 wordt Suvarnabhumi gebruikt door de burgerluchtvaart.

## Problematiek

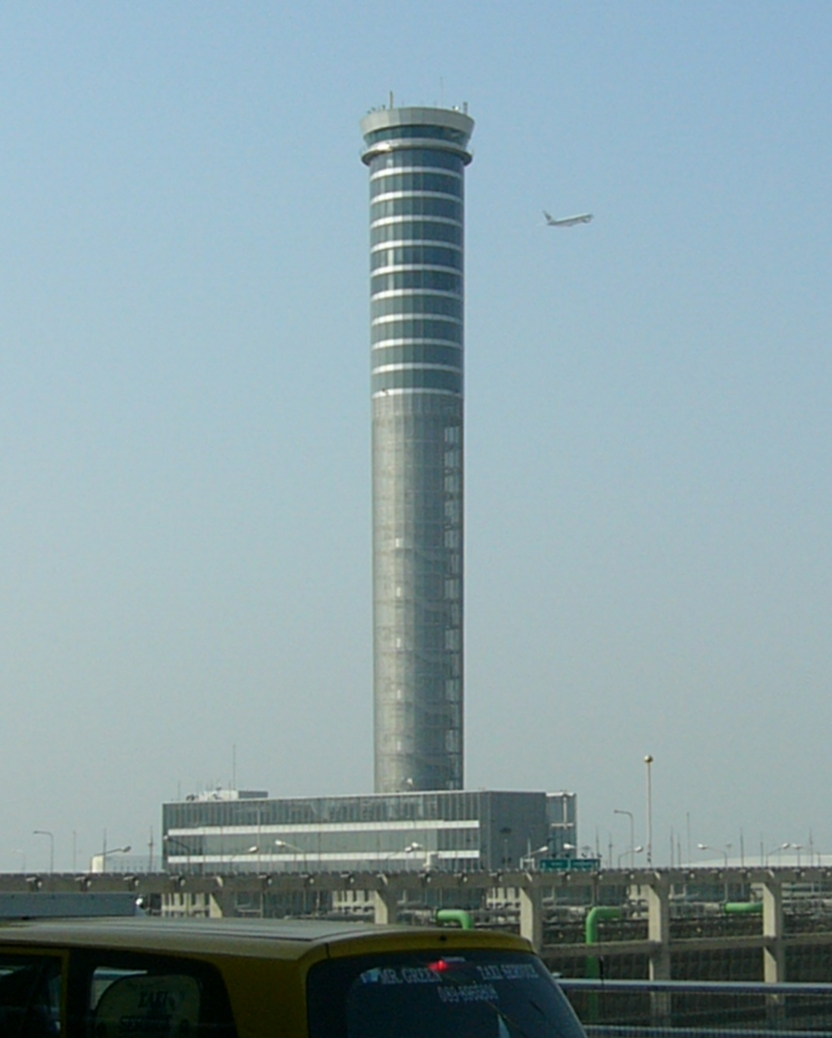
Verkeerstoren

De aanleg van de luchthaven werd en wordt nog steeds geplaagd door corruptie, kostenoverschrijdingen, constructiefouten en politieke inmenging, met name van Thaksin Shinawatra die publiekelijk heeft gezworen dat de luchthaven op 25 september 2005 open zou zijn. Verdere vertraging zou dus leiden tot gezichtsverlies, en mede daarom werd de bouw van niet-noodzakelijk geachte faciliteiten, zoals een spoorlijn, uitgesteld. Alle middelen werden geconcentreerd op het versneld bouwen van de terminals en het banenstelsel. Wel is een tolweg aangelegd, de tol vanuit Bangkok naar de luchthaven bedraagt 65 baht.
Alhoewel de aanleg van een spoorweg- en metrolijn naar het nieuwe station in principe goedgekeurd was, werd de aanleg bekritiseerd door leden binnen de Thai Rak Thai-regering met belangen in de auto- en taxisector. Zij beweerden dat Bangkok en de luchthaven geen metro- of treinennet nodig hebben. De verkeersoverlast kon volgens hen het beste worden bestreden door de aanleg van nieuwe wegen. Sinds 23 augustus 2010 is de "Airport Rail Link" operationeel, een moderne hogesnelheidstrein die dit vliegveld verbindt met Bangkok en aansluit op de Skytrain en de metro van Bangkok.
Vanaf 28 november 2008 werd luchthaven Suvarnabhumi, en later ook de oude luchthaven Don Muang, bezet door actievoerders die het aftreden eisten van de premier. Op 3 december eindigden de bezetters hun actie nadat het constitutionele hof van Thailand de regering en de grootste partij onwettig verklaarden waardoor de premier moest aftreden.

## Vervoer

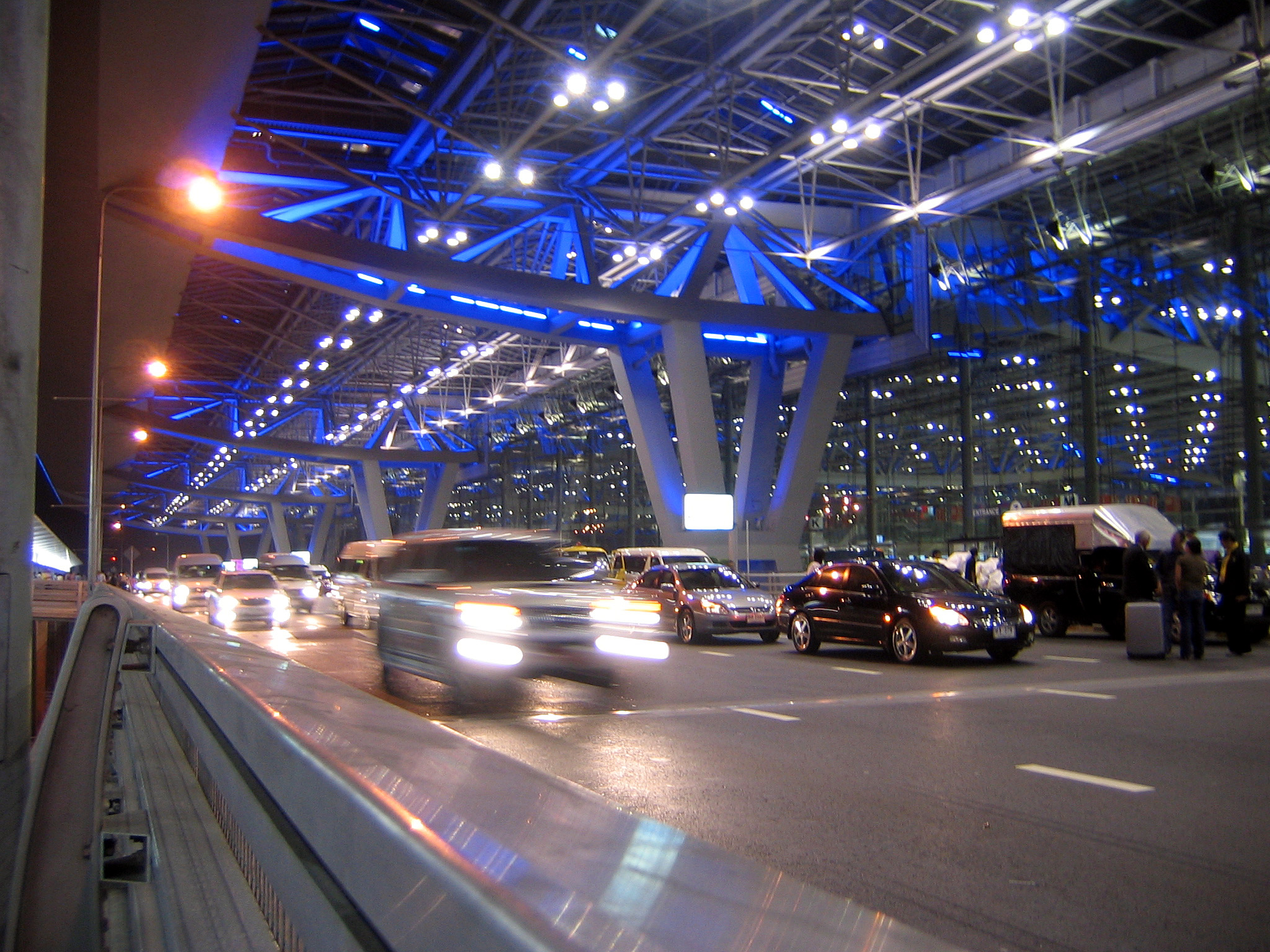
Afzetplaats vertrekhal

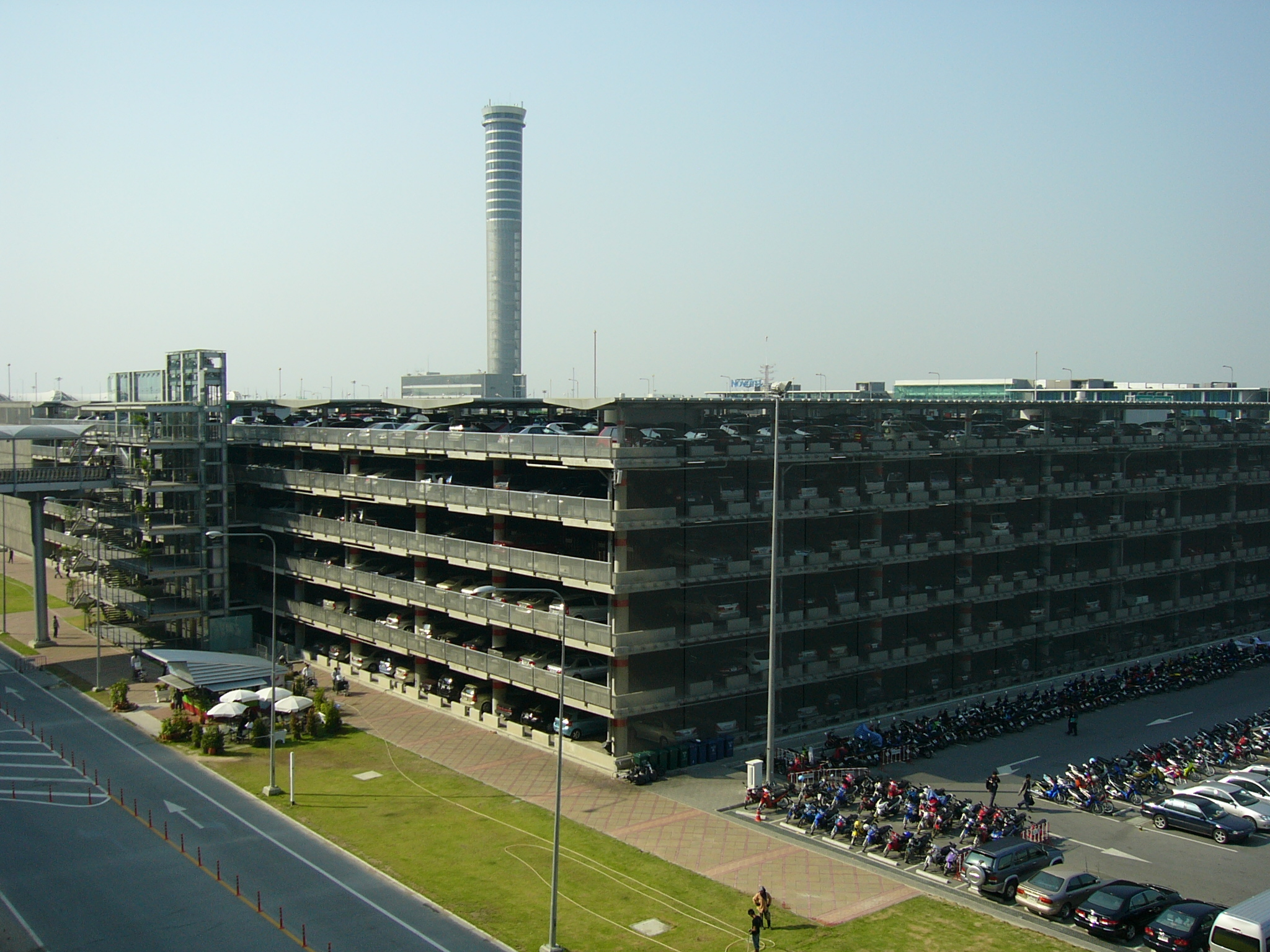
Een van de parkeerplaatsen

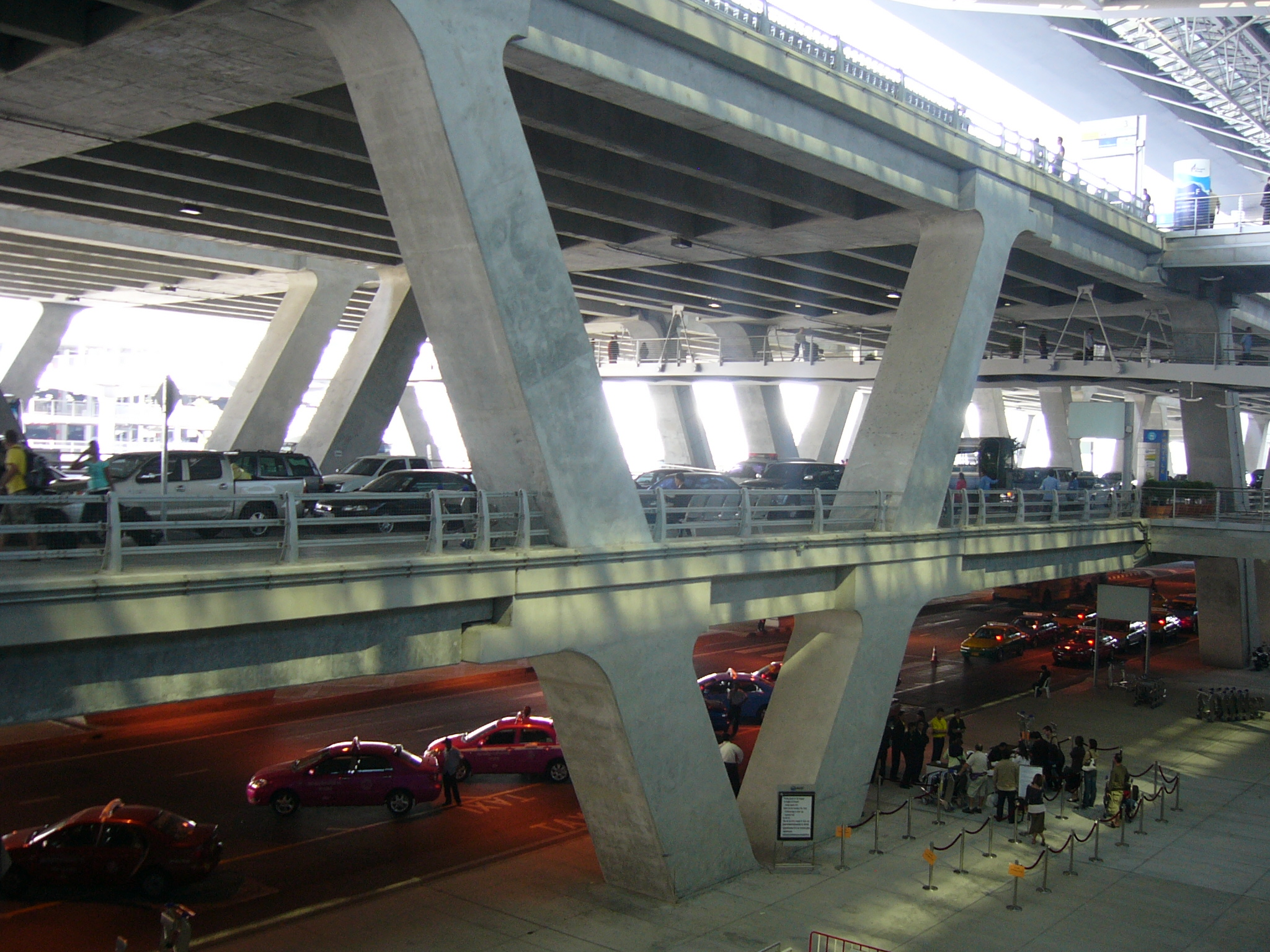
Taxi's buiten bij de aankomsthal

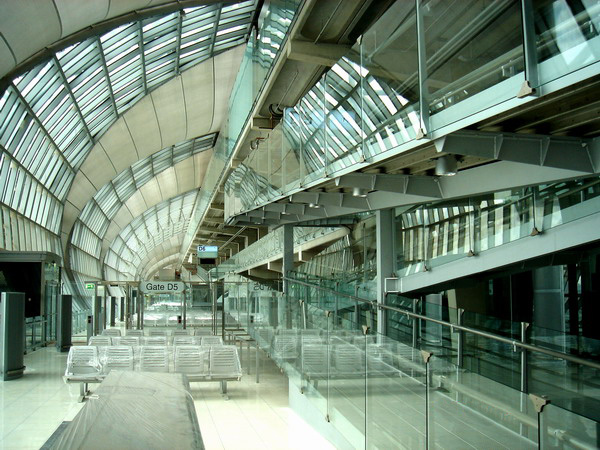
Wachtruimte bij de gate

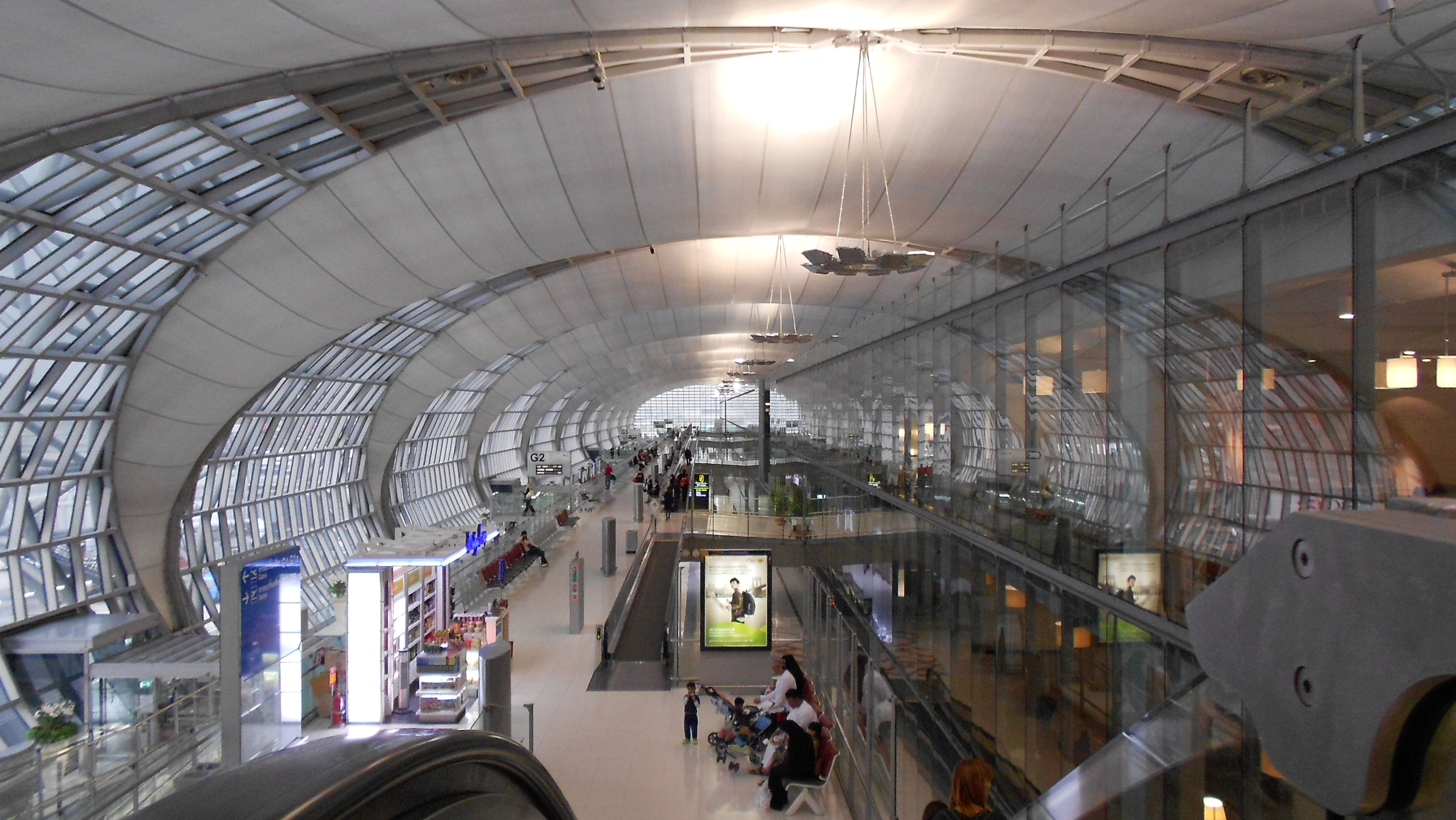
Pier op Luchthaven Suvarnabhumi

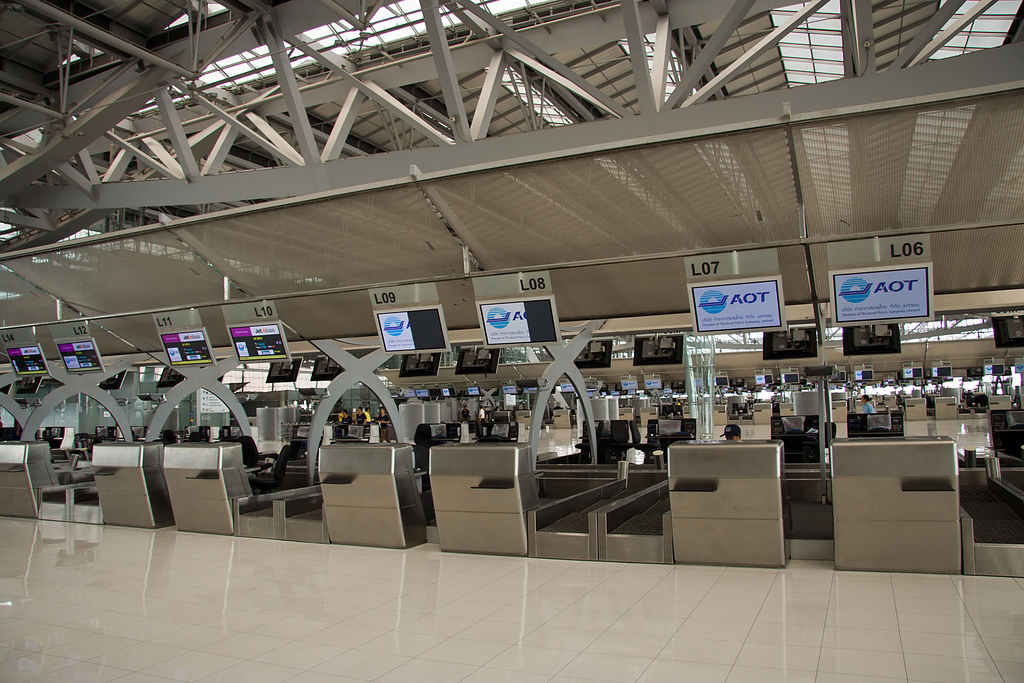
Incheckbalies

#### Suvarnabhumi Airport Rail Link
Sinds medio 2010 is de Suvarnabhumi Airport Rail Link operationeel. Dit is een trein die rijdt tussen de luchthaven Suvarnabhumi en Bangkok centrum. De bouw van de lijn begon in juli 2005. De Suvarnabhumi Airport Link heeft in Makkasan (City Air Terminal) een overstap op de MRT Blauwe lijn (Phetchaburi Station) en in Phaya Thai op de BTS Sukhumvit Lijn (Phayathai Station). De trein rijdt tussen 05:30 uur in de ochtend tot middernacht. De City Line-treinen vertrekken om de 10 minuten in de spits en daarbuiten om de 15 minuten. Er is een trein die stopt op alle stations, City Line, die over het hele traject 26 minuten doet. Daarnaast is er een exprestrein die voor hetzelfde traject 13 minuten nodig heeft. Omdat de exprestrein veel minder vaak rijdt is men vaak nog sneller op zijn bestemming met de City Line.

### Auto
De luchthaven heeft 5 hoofdroutes, de meest gebruikte route is via the Bangkok Chon Buri Motorway (snelweg no. 7); een andere belangrijke route is provincie Samut Prakan via de snelweg van Bang Na naar Bang Pakong.

### Bussen
Er zijn gratis shuttlebussen tussen Don Muang airport en Suvarnabhumi airport.

#### Stadsbus
Er gaan 12 stadsbussen, beheerd door Bangkok Mass Transit Authority (BMTA) van de City Airport Terminal. Om deze bussen te bereiken moeten passagiers wel eerst met de shuttlebus naar de centrale openbaarvervoerterminal voordat ze gebruik kunnen maken van deze dienst. Sinds de opening van de Airport Rail Link is dit geen aantrekkelijk alternatief meer, tenzij de bestemming een halte van een van deze buslijnen is.
De 12 routes zijn als volgt:

549 Suvarnabhumi-Minburi-Bangkapi via Seri Thai Rd.

550 Suvarnabhumi-Happy Land

551 Suvarnabhumi-Victory Monument (per snelweg) 

552 Suvarnabhumi-Khlong Toei (Customs Dept.) via On nut BTS station

552A Suvarnabhumi-Samut Prakarn (Praeksa Garage)

553 Suvarnabhumi-Samut Prakarn (Crocodile Farm Garage)

554 Suvarnabhumi-Rangsit via Don Mueang and Ram Indra Rd. (per snelweg)

555 Suvarnabhumi-Rangsit via Don Mueang and Central Plaza LadPhrao (per snelweg)

557 Suvarnabhumi-Wong Wian Yai (The Great Circle) [buiten dienst]

558 Suvarnabhumi-Central Plaza Rama II 

559 Suvarnabhumi-Future Park Rangsit via Dream World (per snelweg)

#### Intercitybus
Ook zijn er intercitybussen naar Pattaya en Nong Khai die worden beheerd door Transport Company. Alle stadsbussen en intercitybussen zijn voorzien van airconditioning.

### Limousine
Op de luchthaven is een limousinedienst beschikbaar bij de aankomsthal op de 2e verdieping, er zijn twee limousinedienstbedrijven: Thai Royal First en de Airport of Thailand (AOT).

### Taxi
Meter-taxi's zijn beschikbaar op hetzelfde niveau als de aankomsthal, de luchthaventoestag voor de meter is 50 Baht. De rit naar het centrum kost ongeveer 300-400 (plus Express Way toll ongeveer 60 Baht) en duurt ongeveer 30-40 minuten afhankelijk van het verkeersdrukte.